# Akihito (rodzaj)
Akihito – rodzaj ryb z rodziny babkowatych (Gobiidae).

## Klasyfikacja
Gatunki zaliczane do tego rodzaju:
- Akihito futuna Keith, Marquet & Watson, 2008
- Akihito vanuatu Watson, Keith & Marquet 2007